# Amenia, North Dakota
Amenia är en ort (city) i Cass County i delstaten North Dakota i USA. Orten hade 85 invånare, på en yta av 3,86 km² (2020). Amenia grundades år 1880.